# What's Left of Me
What's left of me is het tweede soloalbum van Nick Lachey. Het album kwam in de VS uit op 9 mei 2006. De eerste single van het album werd What's left of me. De single werd uitgebracht in februari 2006. Het nummer gaat over de scheiding van Lachey en Jessica Simpson. De single werd de succesvolste single van Nick Lachey. Van dit album kwamen ook de singles I can't hate you anymore en Resolution. Het album verkocht meer dan 500.000 exemplaren en verkreeg een gouden certificatie.

## Nummers
1. "What's left of me" - 4:06
2. "I can't hate you anymore" - 3:54
3. "On your own" - 3:06
4. "Outside looking in" - 3:20
5. "Shades of blue" - 4:18
6. "Beautiful" - 3:34
7. "Everywhere but here" - 3:29
8. "I do it for you" - 3:23
9. "Run to me" - 3:32
10. "Ghosts" - 4:10
11. "You're not alone" - 3:43
12. "Resolution" - 3:49

Bonusnummers
1. "Did I ever tell you" - 3:53
2. "Alone" - 3:28
3. "Because I told you so" - 3:45

## Uitgebrachte singles
- (2006) What's Left Of Me
- (2006) I Can't Hate You Anymore